# Övrig metall
En övrig metall (även posttransitionsmetall) är ett metalliskt grundämne i p-blocket som förekommer mellan halvmetallerna och övergångsmetallerna i det periodiska systemet. De är mer elektropositiva än övergångsmetallerna, men mindre så än alkalimetallerna och alkaliska jordmetallerna. Deras smält- och kokpunkter är i allmänhet lägre än hos övergångsmetallerna. Till övriga metaller räknas: 
- aluminium
- gallium
- indium
- tenn
- tallium
- bly
- vismut

Även grundämnena med atomnummer 113-116 kan inkluderas, vilka kallas:
- nihonium
- flerovium
- moskovium
- livermorium